# Thylamys
Thylamys es un género de marsupiales didelfimorfos de la familia Didelphidae, que cuenta con 9 especies. Aunque en la actualidad, estas especies se clasifican como un género independiente (Thylamys), tradicionalmente han constituido el grupo elegans del género Marmosa.

## Taxonomía
En 2010 un estudio analizó la filogenia del género examinando tanto ADN mitocondrial como características morfológicas. Esta publicación reconoció nueve especies:
- Thylamys elegans
- Thylamys karimii
- Thylamys macrurus
- Thylamys pallidior
- Thylamys pusillus
- Thylamys sponsorius
- Thylamys tatei
- Thylamys velutinus
- Thylamys venustus

## Hábitat
Teniendo en cuenta que las distintas especies pertenecientes al género pueblan gran cantidad de ecosistemas en el subcontinente sudamericano, son numerosos los hábitats que estas especies han colonizado, desde las regiones áridas del sur hasta las selvas tropicales del centro, desde las altas cumbres andinas a las llanuras costeras de gran parte del continente.
Algunas de las especies como la marmosa coligruesa menor (Thylamys pusillus) han sido capaces de adaptarse a numerosos biotopos en grandes áreas de distribución, mientras que otras como la marmosa coligruesa colilarga (T. macrurus), se limita a los bosques subtropicales del este del río Paraguay.

## Características
Son especies de pequeño tamaño. El pelo es pardo grisáceo, más oscuro sobre el dorso, va aclarándose progresivamente según desciende hasta la línea media ventral. Sobre la cabeza, la distribución de la capa, sigue las mismas reglas que en el resto del cuerpo. Los ojos pueden estar delimitados o no por manchas circulares u ovales de color variable. Las orejas son proporcionalmente largas.
Las extremidades no presentan gran desarrollo. Las manos y los pies tienen pequeños dedos con minúsculas uñas. En las posteriores, el más largo es el cuarto. La cola es corta y escamosa, con pelos ralos que nacen en el extremo de las escamas. Es parcialmente prensil y puede almacenar grasa en su cola como reserva energética.
Como en otros géneros de marmosas, carecen de marsupio. Las mamas se disponen en círculo en la región abdominal, aunque suelen presentar dos pares de ellas en el pecho.

## Dieta
Los hábitos alimenticios de estos animales, son muy variados, incluyendo en su dieta insectos, carne, carroña, huevos y material vegetal. La proporción en la que estos entran a formar parte de ella, varía notablemente en función de la localización geográfica de la especie y de la disponibilidad estacional de recursos.
Algunas especies, como la marmosa coligruesa pálida (T. pallidior), pueden permanecer durante largas temporadas con muy poca cantidad de agua.

## Comportamiento
Se supone que son animales solitarios como la mayor parte de los didélfidos, aunque los pocos hallazgos de ejemplares vivos condiciona el estudio del comportamiento de estas especies.
Se localizan tanto en el suelo, como encaramados a árboles y arbustos, cazando sus presas a lo largo de toda la noche.

## Estado de conservación
El estado de conservación en el que se encuentran es dudoso. Mientras que la armosa coligruesa aterciopelada (T. velutinus) ha sido durante mucho tiempo considerada una especie muy rara, en la actualidad se sabe que está más ampliamente distribuida que cualquiera de las otras especies.
No todas las especies están catalogadas por la IUCN, pero de las que lo están, sólo Thylamys macrurus está considerada casi amenazada (LR/nt), siendo menos preocupante (LR/lc) el estado de conservación del resto.

## Especies del género

### Thylamys cinderella
- Autor: Thomas, 1902
- Nombres vernáculos en español:
  - Marmosa coligruesa cenicienta
- Sinonimia:
- Subespecies:
- Distribución geográfica: Norte de Argentina y sur de Bolivia.
- Estado de conservación: No clasificada
- Particularidades:

### Thylamys elegans
- Autor: Waterhouse, 1839
- Nombres vernáculos en español:
  - Yaca
  - Marmosa coligruesa elegante
- Sinonimia:
  - Thylamys coquimbensis - (Tate, 1931)
  - Thylamys soricinus - (Philippi, 1894)
- Subespecies: Latitud sur: 31°44′8″ y 69°47′ Longitud oeste Centro de Chile (desde Coquimbo  a Valdivia), desde el nivel del mar hasta los 2000 m de altura.
- Distribución geográfica.: Chile (LR/lc)
- Particularidades:

### Thylamys karimii
- Autor: Petter, 1968
- Nombres vernáculos en español:
  - Marmosa coligruesa de Karimi
- Sinonimia:
- Subespecies:
- Distribución geográfica: Región de Exu en Brasil.
- Estado de conservación: No clasificada
- Particularidades:

### Thylamys macrurus
- Autor: Olfers, 1818
- Nombres vernáculos en español:
  - Marmosa coligruesa colilarga
- Sinonimia:
- Subespecies:
- Distribución geográfica: Paraguay  y sur de Brasil.
- Estado de conservación: Casi amenazada (LR/nt)
- Particularidades:

### Thylamys pallidior
- Autor: Thomas, 1902
- Nombres vernáculos en español:
  - Marmosa coligruesa pálida.
  - Yaca del norte
- Sinonimia:
- Subespecies:
- Distribución geográfica: Desde el sur y oeste de Perú, norte de Chile y sur de Bolivia, por el pedemonte andino oriental y tierras bajas semiáridas hasta el norte de la provincia de Chubut en Argentina.
- Estado de conservación: Menos preocupante (LR/lc)
- Particularidades:

### Thylamys pusillus
- Autor: Desmarest, 1804
- Nombres vernáculos en español:
  - Marmosa coligruesa pequeña, marmosa común (en Argentina)
- Sinonimia:
  - Thylamys citella - (Thomas, 1912)
  - Thylamys marmota - (Thomas, 1902)
  - Thylamys nana - (Olfers, 1818)
  - Thylamys verax - (Thomas, 1921)
- Subespecies:
- Distribución geográfica: sureste de Bolivia, Paraguay y norte y centro-oeste de Argentina.
- Estado de conservación: Menos preocupante (LR/lc)
- Particularidades:

### Thylamys sponsorius
- Autor: Thomas, 1921
- Nombres vernáculos en español:
  - Marmosa coligruesa argentina
- Sinonimia:
- Subespecies:
- Distribución geográfica: sur de Bolivia y norte de Argentina.
- Estado de conservación: No clasificada
- Particularidades:

### Thylamys tatei
- Autor: Handley, 1957
- Nombres vernáculos en español:
  - Marmosa coligruesa de Tate
- Sinonimia:
- Subespecies:
- Distribución geográfica: Departamentos de Lima y Ancash  en Perú.
- Estado de conservación: No clasificada
- Particularidades:

### Thylamys velutinus
- Autor: Wagner, 1842
- Nombres vernáculos en español:
  - Marmosa coligruesa aterciopelada
- Sinonimia:
  - Thylamys pimelura - (Reinhardt, 1851)
- Subespecies:
- Distribución geográfica: sureste de Brasil.
- Estado de conservación: Menos preocupante (LR/lc)
- Particularidades:

### Thylamys venustus
- Autor: Thomas, 1902
- Nombres vernáculos en español: Marmosa coligruesa encantada
- Sinonimia:
  - Thylamys janetta - (Thomas, 1926)
- Subespecies:
- Distribución geográfica: desde el sur de Perú y Bolivia hasta la provincia de Tucumán en Argentina.
- Estado de conservación: No clasificada
- Particularidades: